# Peter Rathert
Peter Rathert (* 9. Oktober 1938 in Oldenburg) ist ein deutscher Urologe.

## Leben
Peter Rathert studierte Medizin an der Universität Göttingen mit der Promotion 1966. Er wurde 1976 Privatdozent an der TH Aachen und 1977 Chefarzt der Abteilung Urologie im Krankenhaus Düren. 1979 wurde er außerplanmäßiger Professor an der RWTH Aachen. 2003 ging er in den Ruhestand.
Rathert befasst sich mit urologischer Onkologie (Zytologie) und mit der Geschichte der Urologie. Er war bis 2008 Archivar der Deutschen Gesellschaft für Urologie sowie Gründer des Arbeitskreises Urinzytologie am Institut für Urinzytologie Düsseldorf.
Im Jahr 1999 erhielt er den Ritter von Frisch Preis, 2007 die Maximilian Nitze-Medaille, 1989 den Peter Bischoff Preis, 1996 den Hoechst-Marion-Roussel-Preis für Urologie und in den Jahren 1988, 1989, 1991 und 1993 den Paul Mellin Preis.

## Schriften
- mit Wolfgang Poser: Gewebeklebstoffe in der Medizin : Chemie – Experiment – Klinik, München: Goldmann 1972
- Extrakorporale Nierenchirurgie und Autotransplantation, Aachen: Stippak 1977
- mit H. J. de Voogt und M. E. Beyer-Boon: Urinary Cytology:  phase contrast microscopy and analysis of stained smears, Springer 1977
- mit Jürgen Ammon und Johann-Hinrich Karstens: Urologische Onkologie: Radiologische Diagnostik und Strahlentherapie, Springer 1978, 2. Auflage 1981
- mit Wolfgang Lutzeyer: Untersuchungen zur extrakorporalen Nierenchirurgie, Nierenperfusion und Autotransplantation, Forschungsberichte des Landes Nordrhein-Westfalen, Opladen: Westdeutscher Verlag 1981
- mit Stephan Roth: Urinzytologie, Praxis und Atlas, 1990
  - 5. Auflage zusätzlich mit Oliver Hakenberg und Josefine Neuendorf als Urinzytologie und Sedimentanalyse. Praxis und Atlas, Springer 2018
- mit Stephan Roth und Axel Semjonow: Klinische Urologie. Vom Befund zur Therapie, Springer 1993, 2. Auflage 2000
- mit Dirk Schultheiss und Udo Jonas  (Hrsg.): Streiflichter aus der Geschichte der Urologie, Springer 2000
- mit Udo Jonas (Hrsg.):  Wegbereiter der Urologie, Springer 2002